# التحويل الكنعاني
التحويل الكنعاني (بالإنگليزية: Canaanite shift) (بالعبرية: המעתק הכנעני) هو تحول صوتي أصاب اللغات الكنعانية التي تنتمي لفرع اللغات السامية الشمالية الغربية من أسرة اللغات السامية. كان أثر التحويل تغيير نُطق الألف الممدودة في اللغة السامية الشمالية الغربية الأم (ā) إلى ۆ ممدودة (ō). يُمكن ملاحظة هذا التحول التاريخي عند مقارنة العديد من الكلمات العبرية بنظيراتها العربية، كون العربية من اللغات السامية التي لم يطأها هذا التغيير. على سبيل المثل، في المصوت الثاني في كلمتي سَلَامْ العربية وשלום (شَلُۆمْ) العبرية. يُرجح علم اللسانيات كون كلمة *سَلَامْ- (*šalām-) بالمد بالألف هي الأصل في اللغة السامية الأم، وبينما أبقت العربية على مد الألف، تحولت العبرية وأخواتها إلى ۆ.